# Пер Ункель
Пер Карл Густав Ункель (швед. Per Carl Gustav Unckel нар. 24 лютого 1948 — пом. 20 вересня 2011) — політик, член шведської Помірної партії, обіймав посаду міністра освіти з 1991 по 1994 р і губернатора округу Стокгольм з 2007 р до його смерті в 2011 р  .

## Біографія
Народився в Естерйотланді, і свого часу був там головою району Помірної молодіжної ліги. Вивчав право в Упсалі у 1968-71 роках. В 1971 році він був обраний національним головою Помірної молодіжної ліги, яку до 1976 року, коли його обрали в риксдаг від Естерйотланду.
В 1986 році він став генеральним секретарем Помірної партії. Пер Карл Густав Ункель залишався на цій посаді до 1991 року, коли Помірна партія перемогла на виборах, а Карл Більдт став прем'єр-міністром Швеції. Ункель був тоді призначений міністром освіти. На цій посаді він очолював освітні реформи, які зробили революцію у шведській системі освіти. Крім іншого, учням було дозволено обирати місцеві школи.
Після програшу на виборах в 1994 році Ункель став представником партії по трудовій політиці. У 1998 році він став головою комітету по Конституції, а рік по тому був призначений керівником парламентської групи "Помірна партія".
Ункеля критикували в засобах масової інформації в 1993 році, коли скористався картою державного обслуговування в Іспанії при оплаті номера за готель та оренди автомобіля. Коли був виданий рахунок подорожі, не було згадано, що автомобіль і номер в готелі були орендовані з особистих причин. Після цього він повернув суму в 1362 шведських крон.
Вибори 2002 року були згубними для Помірної партії, і кілька високопоставлених осіб були змушені покинути раду партії. Пер Ункель був одним з них. Його вважали частиною старого режиму — так званого «Бункеру» навколо Карла Більдта, разом з такими людьми, як Андерс Б'єрк і Гуннар Хекмарк. Однак представники Помірної молодіжної ліги висловили йому свою повагу, обравши Ункеля своїм почесним головою. У 2003 році він був призначений генеральним секретарем Ради міністрів Північних країн і пішов зі шведської політики. Там він служив до грудня 2006 року. Пізніше був головою Ради керуючих Європейського гуманітарного. 
Ункель помер 20 вересня 2011 року від раку у віці 63 років 